# Peter Bradshaw

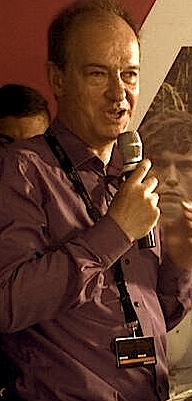
Peter Bradshaw (2013)

Peter Nicholas Bradshaw (* 19. Juni 1962) ist ein britischer Filmkritiker und Autor. Seit 1999 ist er Chef-Filmkritiker des Guardian. Zudem ist er als Redakteur für Esquire tätig.

## Leben
Peter Bradshaw wurde 1962 geboren. Nach dem Besuch der privaten Haberdashers' Aske's Boys' School in Elstree bei Borehamwood, Hertfordshire, studierte er Englisch am Pembroke College an der University of Cambridge. Nach seinem Bachelorabschluss 1984 und weiteren Forschungen über die Frühe Neuzeit promovierte er mit seiner Arbeit The idea of anatomy in the work of seventeenth-century prose writers.
Bevor er für den Guardian arbeitete, war Bradshaw als Kolumnist für den Evening Standard tätig, wo er während der Parlamentswahlen 1997 ein parodistisches Tagebuch des Konservativen Alan Clark schrieb. In seiner Funktion als Chef-Filmkritiker des Guardian, ein Posten, den er seit 1999 bekleidet, veröffentlicht er jeden Freitag eine Rezensionskolumne für den Bereich Film & Musik. Zudem ist er als Redakteur für Esquire tätig und regelmäßiger Gastkritiker bei BBC One.
Bei den Filmfestspielen von Cannes 2011 war Bradshaw Mitglied der Jury in der Reihe Un Certain Regard. Er ist Mitglied des London Film Critics’ Circle.
Er hat auch drei Bücher veröffentlicht, darunter The Films That Made Me… mit einer Auswahl seiner Filmkritiken, das im September 2019 bei Bloomsbury Publishing veröffentlicht wurde.